# Oriol Rey Erenas
Oriol Rey Erenas (nascut el 25 de febrer de 1998) és un futbolista professional català que juga com a migcampista al Llevant UE.

## Carrera de club
Nascut a Barcelona, Catalunya, Rey es va incorporar a La Masia del FC Barcelona el 2008, amb deu anys. El 27 de juliol de 2017, va acceptar un contracte de dos anys amb el Leeds United FC de l'EFL Championship.
Rey va signar el seu primer contracte professional amb els Whites el 13 de maig de 2018, i es va incorporar a l'UB Conquense de Segona Divisió B amb un contracte de cessió d'una temporada a l'agost. Va debutar com a sènior el 9 de setembre, jugant els últims 32 minuts d'un empat 1-1 fora de casa contra el CF Peralada.
Rey va marcar el seu primer gol com a sènior el 13 d'abril de 2019, marcant l'últim d'una victòria a casa per 3-0 contra el València CF Mestalla. Va acabar la temporada com a titular habitual, contribuint amb un gol en 34 aparicions, però el seu equip va patir el descens.
El 18 de juliol de 2019, Rey va signar un contracte de tres anys amb el Reial Valladolid, sent cedit al filial també a la tercera divisió. Va fer el seu debut amb el primer equip el 16 de gener de 2021, substituint Toni Villa en la pròrroga de la victòria fora de casa per 4-1 contra l'SCR Peña Deportiva, per a la Copa del Rei de la temporada.
Rey va fer el seu debut com a professional amb els Pucelanos el 26 de gener de 2021, substituint Kike Pérez al final de la derrota a casa per 2-4 davant el Llevant UE també per la copa. El seu debut a la primera divisió es va produir tres dies després, quan va substituir Míchel en una derrota per 1-3 contra la SD Huesca també a l'Estadi José Zorrilla.
El 28 de juliol de 2021, Rey va signar un contracte de dos anys amb el CD Mirandés de Segona Divisió. El 29 de juny de 2023, es va traslladar al Llevant UE, amb un contracte de dos anys.